# 宋均
宋 均（そう きん、生年不詳 - 76年）は、後漢の官僚・儒学者。字は叔庠。本貫は南陽郡安衆県。

## 経歴
宋伯の子として生まれた。蔭官により郎となった。二十数歳のとき、辰陽県長に任じられた。宋均は辰陽県に学校を立て、儒学を振興し、土俗宗教を禁圧した。祖母が死去したため、官を去って喪に服し、潁川郡で儒学を講義した。
後に謁者となった。48年（建武24年）、武陵郡の少数民族が反乱を起こし、武威将軍の劉尚が包囲されると、宋均は3000人を率いて江夏を出立し、救援に向かった。到着すると劉尚はすでに戦没していた。伏波将軍の馬援が続いて到着すると、宋均はその下で監軍をつとめ、諸将とともに進軍した。馬援が陣没し、軍士の多くが風土病に冒され、死者が続出するようになった。宋均は諸将と協議したが、有用な意見が出なかったため、独断で光武帝の制と偽り、伏波司馬の呂種に沅陵県長を代行させた。自らは詔書を奉じて敵陣に入って交渉し、反乱軍を降伏させた。宋均が制を偽った罪を自ら報告すると、光武帝は宋均の功績を賞賛して罪を問わなかった。
宋均は上蔡県令となった。葬儀が派手になる風潮があったため、これを防ぐために禁令を出した。
九江太守に転じた。逡遒県では唐山と后山が信仰を集めており、山の巫たちが庶民の男女を公嫗として召し上げてしまい、庶民の婚姻が妨げられていた。宋均はその風習を禁止してやめさせた。
58年（永平元年）、東海国の相に転じた。東海国にあること5年、法に触れて免官され、また潁川郡で儒学を講義した。64年（永平7年）、洛陽に召還されて尚書令に任じられた。後に司隷校尉に転じ、数カ月後に河内太守として出向した。
病のために引退を願い出て、認められた。子の宋條が太子舎人となった。司徒に欠員が出ると、明帝は宋均をその任に充てようとしたが、宋均は入朝するのに介助を必要とするほど衰えていたため、泣いて謝絶した。76年（建初元年）、家で死去した。
学者としては『易緯』・『詩緯』・『楽緯』・『礼記黙房』・『孝経勾命決』・『孝経援神契』などの緯書の注釈で知られた。

## 逸話・人物
- 宋均は若くして経書を好み、『詩経』や『礼記』に通じ、議論を得意とした。
- 九江郡では暴れ虎の被害が続出していたが、宋均が太守として赴任し、奸貪の官吏を退け、忠善の官吏を任用することを宣言すると、それを聞いた虎は長江を渡って去っていった。
- 56年（建武中元元年）、山陽国・楚国・沛国で蝗害が発生し、蝗が九江郡の境まで飛んできたが、そこで東西に散って去ってしまい、宋均が太守をつとめる九江郡には入ってこなかった。
- 宋均が東海国を去ると、東海国の官吏や民衆たちは宋均の統治を懐かしんで歌を作り、宮殿を訪れて再任を請願する者が数千人に及んだ。明帝は宋均の有能を認めて、尚書令に任じた。
- 朝廷において宋均は明帝の怒りを恐れず直言した。

## 伝記資料
- 『後漢書』巻41 列伝第31